# Liste des autorails de la SNCF
Ne doit pas être confondu avec Autorail ou Élément automoteur diesel (SNCF).

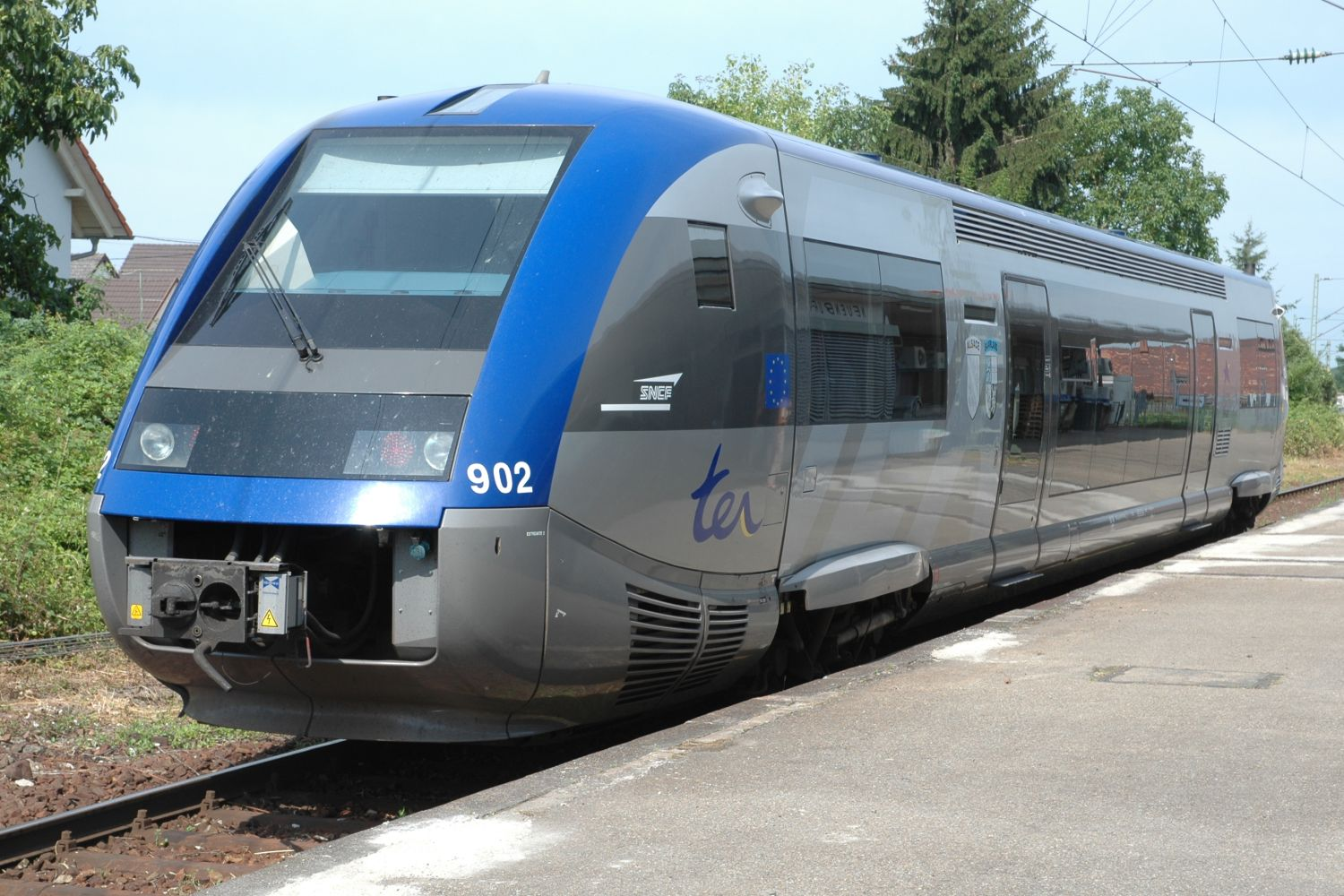
Un autorail moderne (ici un X 73900) de la SNCF (France).

Un autorail est à la Société nationale des chemins de fer français (SNCF) une automotrice thermique aménagée pour le transport de voyageurs ne comportant qu'une seule caisse et apte à tracter, selon le cas, une ou plusieurs remorques d'autorail ou dans certains cas, une ou plusieurs locomotives. Toutefois, certains autorails modernes ne peuvent pas tracter de remorque ou de véhicules. À la SNCF, on le distingue de l’automotrice qui est propulsée par un moteur électrique alimenté par caténaire ou troisième rail.

## Liste des autorails en service

### Pour voie métrique
| Série  | Construction | Puissance | Composition |
| ------ | ------------ | --------- | ----------- |
| X 200  | 1949-1950    |           | M           |
| X 240  | 1983-1984    | 177 kW    | M           |
| X 2000 | 1975-1976    | 243 kW    | M           |
| X 5000 | 1981-1982    | 353 kW    | M           |

### Autres autorails
| Série           | Surnom                                           | Construction | Puissance  | Composition |
| --------------- | ------------------------------------------------ | ------------ | ---------- | ----------- |
| X 2100          | « Boite à chaussures »                           | 1980-1983    | 440/480 kW | M           |
| X 2200          |                                                  | 1985-1988    | 440/480 kW | M           |
| X 73500 (A TER) | « Baleines bleues », « Concombres » ou « Supos » | 1999-2004    | 2 × 257 kW | M           |
| X 73900 (A TER) | « Baleines bleues », « Concombres » ou « Supos » | 2001-2004    | 2 × 257 kW | M           |
| X 97150 (A2E)   |                                                  | 1990         | 209 kW     | M           |

### Remorques
| Série    |                   |
| -------- | ----------------- |
| XR 6000  | « Remorques ANF » |
| XR 6100  | « Remorques ANF » |
| XR 6200  | « Remorques ANF » |
| XR 96000 | « Remorques ANF » |
| XR 96200 | « Remorques ANF » |